# 羅斯氏副獅子魚
羅斯氏副獅子鱼，为輻鰭魚綱鮋形目杜父魚亞目狮子鱼科的其中一種，分布於南冰洋羅斯海海域，屬深海底棲性魚類，棲息深度在水深465-466公尺，屬肉食性，體長可達11公分，生活習性不明。